# Obserwatorium Las Campanas
Obserwatorium Las Campanas – amerykańskie obserwatorium astronomiczne należące do Carnegie Institution of Washington, położone w chilijskich Andach w pobliżu miasta La Serena. W odległości 27 kilometrów na południe znajduje się Obserwatorium La Silla.

## Powstanie obserwatorium
W 1969 amerykański Carnegie Institution for Science na pustkowiu południowej pustyni Atakamy w Las Campanas zaczął tworzyć obserwatorium. Naukowcy od dawna chcieli zbudować obserwatorium na południowej półkuli, aby móc prowadzić obserwacje obiektów niedostępnych z Ameryki Północnej. Obserwatorium leży na wysokości prawie 2400 m n.p.m. Najbliższe miasto, La Serena, znajduje się w odległości 100 km, więc niebo jest idealnie ciemne. W 1986  dotychczasowe obserwatorium Carnegiego na Mount Wilson zaczęło odczuwać skutki zanieczyszczenia światłem. Odtąd Las Campanas stało się najważniejszą placówką obserwacyjną Instytutu. 

## Teleskopy
Pierwszy teleskop zaczął działać w 1971 roku. Był to instrument w systemie Ritcheya-Chrétiena, o jednometrowym zwierciadle i światłosile f/7. 
- Teleskopy Magellana – bliźniacze teleskopy, każdy o średnicy zwierciadła 6,5 metra. Oba nazywane są Magellanami, chociaż mają również własne nazwy - jeden nosi imię Waltera Baadego, a drugi Landona Claya – amerykańskiego biznesmena i fundatora Clay Mathematics Institute. W planach jest także kolejny Magellan - będzie się składał z siedmiu zwierciadeł, każde o średnicy 8,4 m. W sumie zbiorą tyle światła co 24,5-metrowe zwierciadło.

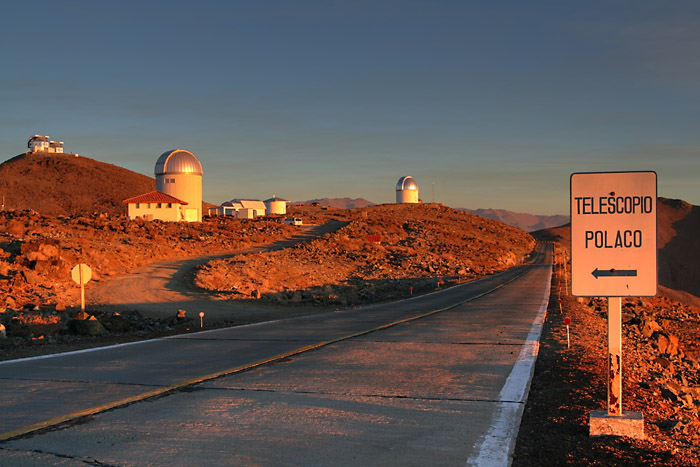
Widok na Obserwatorium od strony drogowskazu na polski teleskop
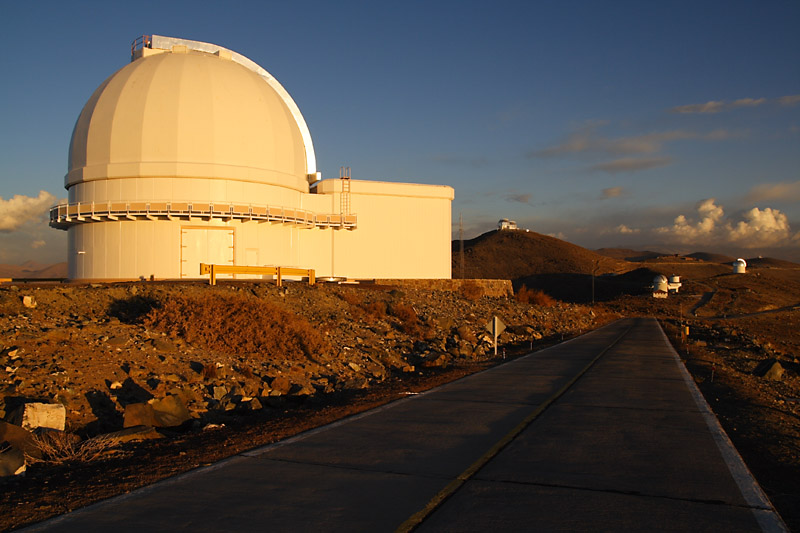
Teleskop Cassegraina – imienia Irénée du Pont o średnicy zwierciadła 2,5 metra. Działa od 1977 roku. Jednym z wykorzystywanych na nim instrumentów jest CAPSCam - kamera służąca do pomiarów astrometrycznych, zaprojektowana do poszukiwania planet pozasłonecznych. Inna, RetroCam, służy do wykonywania obrazów w bliskiej podczerwieni, a zbudowano ją na potrzeby prowadzonego przez Carnegie Institution programu obserwacji supernowych.
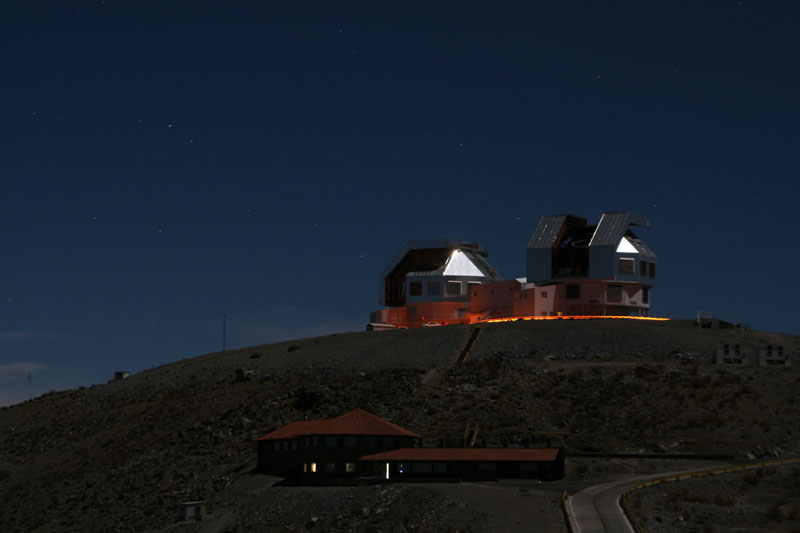
Teleskop Henrietty Swope - imienia Henrietty Swope, amerykańskiej astronom z Carnegie Institution, która współpracowała z Walterem Baadem. Średnica zwierciadła 1 metr. Za pomocą tego teleskopu potwierdzono odkrycie supernowej SN 1987A w Wielkim Obłoku Magellana.
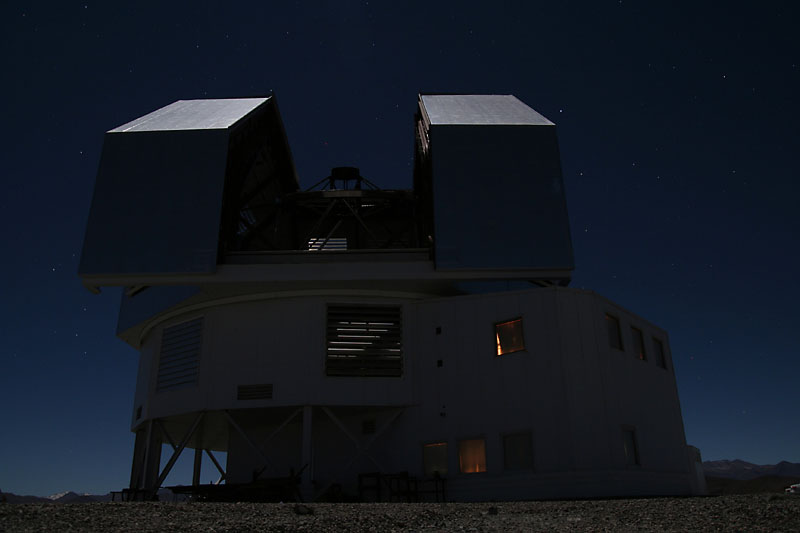
Dzięki staraniom prof. Bohdana Paczyńskiego został tu postawiony także teleskop Obserwatorium Astronomicznego Uniwersytetu Warszawskiego o średnicy zwierciadła 1,3 metra. Polski teleskop działa od 1996 roku i przyczynia się do sukcesów projektu OGLE. Wcześniej, w latach 1992-1995, polscy astronomowie wykorzystywali teleskop Swope.
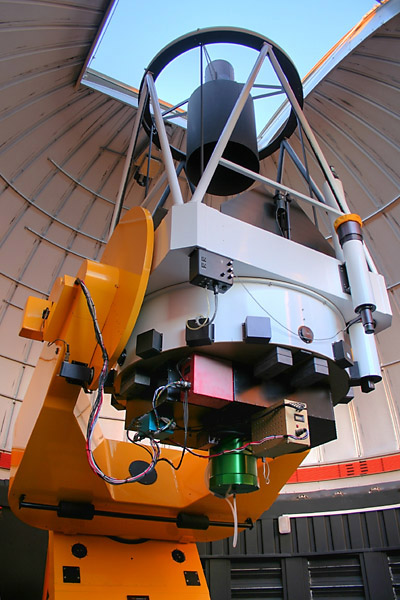
Teleskop polskiego projektu OGLE
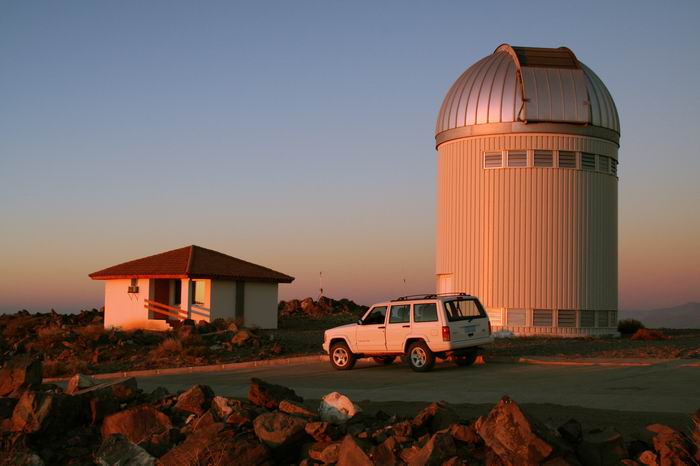
Kopuła teleskopu OGLE
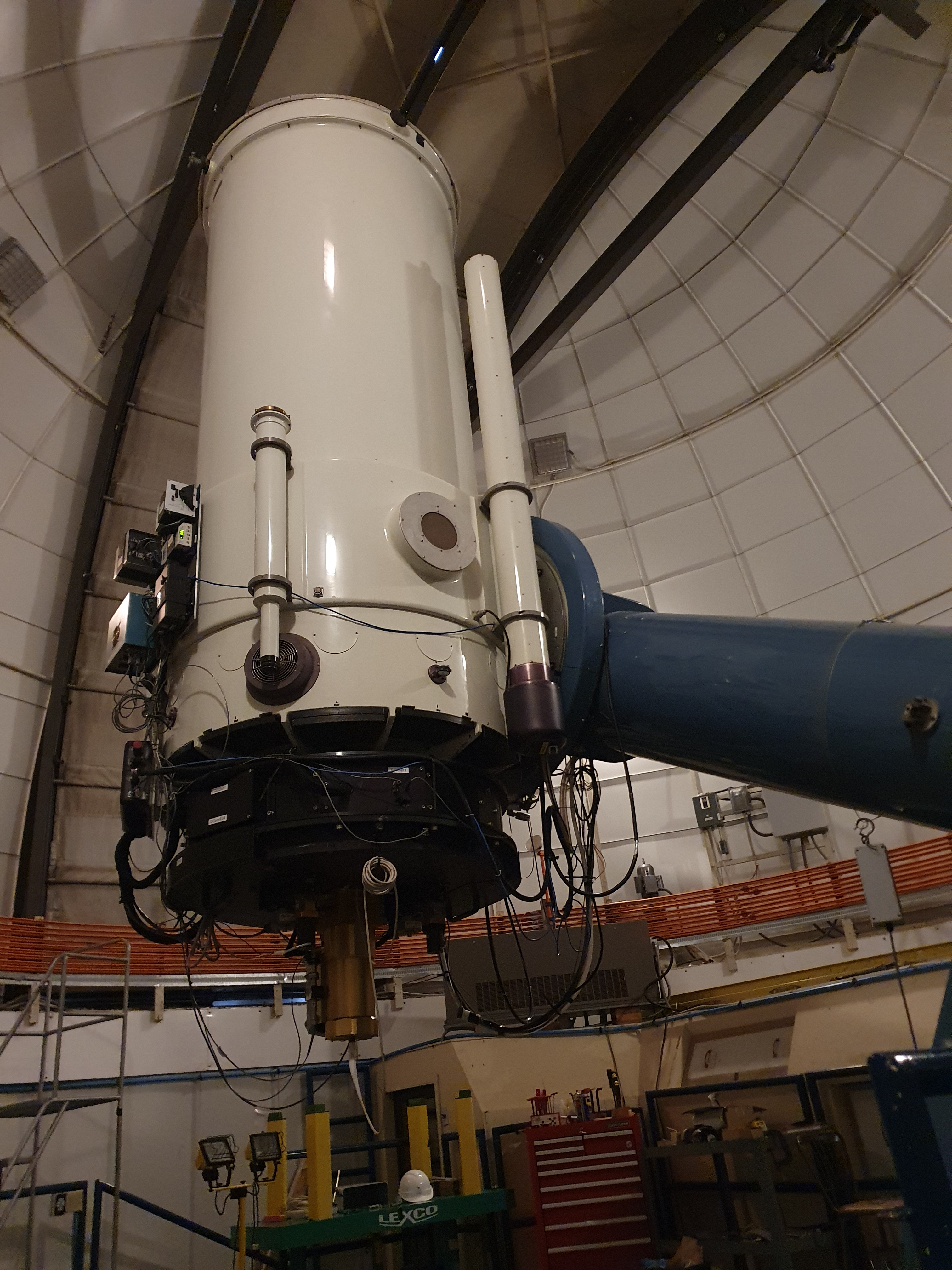
Teleskop Swope